# Sacrilege
«Sacrilege» es una canción de la banda estadounidense Yeah Yeah Yeahs. Se lanzó como formato digital el 25 de febrero de 2013 como el primer sencillo de su cuarto álbum titulado Mosquito. Fue grabado en los estudios Sonic Ranch en Tornillo, Texas y producido por Dave Sitek, integrante de TV on the Radio y el productor discográfico inglés Nick Launay.

## Video musical
El video musical se estrenó el 26 de marzo de 2013 y está dirigido por Megaforce. El vídeo esta protagonizada por la modelo/filántropa británica Lily Cole. El vídeo consiste en orden cronológico inverso secuencia de eventos que describen las razones y hechos que condujeron a un grupo de personas disparando a un hombre y quemar viva a una mujer. La banda aparece en el video
El 17 de julio de 2013, este video fue nominado a dos premios MTV Video Music Awards en las categorías Mejor fotografía y Mejor dirección.

## Lista de canciones
| Descarga digital |             |          |  |
| N.º              | Título      | Duración |  |
| 1.               | «Sacrilege» | 3:50     |  |

| Vinilo rojo de 7" |                                |          |  |
| N.º               | Título                         | Duración |  |
| 1.                | «Sacrilege»                    | 3:50     |  |
| 2.                | «Mosquito» (Live from Area 52) | 3:24     |  |

## Posicionamiento en listas
| Listas (2013)                                | Mejor posición |
| -------------------------------------------- | -------------- |
| Bélgica (Flandes) (Ultratop 50)              | 74             |
| Estados Unidos (Billboard Alternative Songs) | 33             |
| Estados Unidos (Billboard Rock Songs)        | 49             |
| Reino Unido (Official Charts Company)        | 172            |